# Remixed & Revisited
«Remixed & Revisited» — второй мини-альбом Мадонны с ремиксами на её композиции, являющийся также 17-й записью за время её карьеры. Выпущен в 2003 году. В ряде стран EP Remixed & Revisited позиционировался как сингл, а в ряде — как альбом.

## Песни
- «Your Honesty» (Твоя честность) — песня, авторами которой являются Мадонна и Даллас Остин, была записана в 1994 году для альбома Bedtime Stories, однако в него не вошла[1][2].
- «Into The Hollywood» — композиция, записанная специально для рекламы джинсовой продукции «GAP».

## Список композиций
| №  | Название | Автор(ы)                                      | Ремикс(ы)                   | Длительность |
| -- | --- | --------------------------------------------- | --------------------------- | ------------ |
| 1. | «Nothing Fails» (Nevins Mix)                                                                                               | Madonna, Guy Sigsworth, Jem Griffiths         | Jason Nevins                | 3:50         |
| 2. | «Love Profusion» (Headcleanr Rock Mix)                                                                                     | Madonna, Mirwais Ahmadzaï                     | Ray Carroll                 | 3:16         |
| 3. | «Nobody Knows Me» (Mount Sims Old School Mix)                                                                              | Madonna, Ahmadzaï                             | Mount Sims                  | 4:44         |
| 4. | «American Life» (Headcleanr Rock Mix)                                                                                      | Madonna, Ahmadzaï                             | Ray Carroll                 | 4:01         |
| 5. | «Like a Virgin/Hollywood Medley» (2003 MTV VMA Performance featuring Britney Spears, Christina Aguilera and Missy Elliott) | Madonna, Ahmadzaï, Billy Steinberg, Tom Kelly | N/A                         | 5:34         |
| 6. | «Into the Hollywood Groove» (The Passengerz Mix)                                                                           | Madonna, Ahmadzaï, Stephen Bray               | Soul Diggaz, The Passengerz | 3:42         |
| 7. | «Your Honesty» | Madonna, Dallas Austin                        | Daniel Abraham              | 4:07         |

## Ответственные за выпуск
- Мастеринг: Пэт Краус (Pat Kraus)
- Фотограф: Реган Кэмерон (Regan Cameron)
- Художественное оформление/Дизайн: Кевин Риган (Kevin Reagan), Брет Хили (Bret Healey)